# Jerry Rice
Pour les articles homonymes, voir Rice.
Cet article concerne Jerry Rice, Sr. Pour son fils également footballeur, voir Jerry Rice, Jr.
College Football Hall of Fame 2006
Pro Football Hall of Fame 2010
(en) Statistiques sur pro-football-reference
Jerry Rice, né le 13 octobre 1962 à Starkville dans l'État du Mississippi aux États-Unis, est un joueur américain de football américain. Il est considéré comme le meilleur wide receiver et l'un des meilleurs joueurs de l'histoire de la National Football League (NFL).
Joueur universitaire des Delta Devils de Mississippi Valley State, Rice bat de nombreux records avant d'être sélectionné par les 49ers de San Francisco au seizième rang de la draft 1985 de la NFL. Il devient rapidement la principale cible offensive de Joe Montana. Meilleur marqueur de touchdowns à la passe lors de sa deuxième saison, élu meilleur joueur de la NFL lors de sa troisième saison, Jerry Rice remporte 3 bagues de champion lors des Super Bowls XXIII, XXIV et XXIX.
Après quinze saisons avec les 49ers de San Francisco, Rice joue pour la franchise des Raiders d'Oakland de 2001 à 2004 puis des Seahawks de Seattle en 2005. Il signe un contrat d'un jour pour finir sa carrière sous le maillot des Niners. Les 49ers retirent le numéro 80 du joueur qui est sélectionné dans les meilleures équipes des décennies 1980 et 1990.
Surnommé le Greatest of All Time (« le meilleur de tous les temps »), il détient de nombreux records et est intronisé au College et au Pro Football Hall of Fame.

## Biographie

### Enfance
Jerry Lee Rice est né le 13 octobre 1962 à Starkville, dans le Mississippi. Il a grandi près de la petite ville de Crawford, également au Mississippi. Il passe son enfance dans ce Sud des États-Unis encore marqué par la fin de la ségrégation raciale.
Issu d'une famille afro-américaine modeste, il est le sixième des huit enfants de Joe et Eddie B. Rice. Son père, un homme strict au physique imposant, est un maçon spécialisé dans les constructions en briques. Sa mère, femme au foyer, élève la fratrie. Les frères Rice aident régulièrement leur père dans son travail en faisant la chaîne humaine pour déplacer les briques. L'habileté et la résistance des mains de Jerry Rice trouvent en partie leurs origines lorsque lui et ses frères se lancent ainsi des briques à mains nues : il lance et reçoit des briques d'une hauteur pouvant atteindre deux étages et fait attention en les recevant pour éviter de les casser. Il aide également sa famille en cueillant du coton malgré sa connotation négative.
Rice se montre rapide à la course pour son âge et il s'entraîne en essayant d'attraper des chevaux sauvages pour les monter,. Il se décrit lui-même comme timide durant son enfance. Il a peu d'amis et passe l'essentiel de son temps seul à courir, jouer ou lire.
Dans la famille, c'est son frère Tom qui est le plus sportif. Au physique encore plus imposant que son père, Tom entre à l'université d'État de Jackson et rêve d'une carrière dans le football américain mais il ne devient jamais professionnel. Jerry Rice, quant à lui, est repéré par le directeur de son école, la B.L. Moor High School du comté d'Oktibbeha, parce qu'après avoir fait une bêtise, il s'enfuit très rapidement,. Le directeur l'incite à mettre à profit ses capacités en le forçant à rencontrer Charles Davis, l'entraîneur de l'équipe de football américain qui parvient à le convaincre de jouer. Lors de sa dernière année, Jerry Rice finit avec une distinction de l'État en tant que wide receiver et defensive back,.

### Carrière universitaire
Jerry Rice ne reçoit pas beaucoup d'attentions de recruteurs universitaires. Il est cependant approché par différentes universités réputées comme l'université de Californie à Los Angeles (UCLA), l'université de Caroline du Sud (USC), l'université d'État de Louisiane (LSU), l'université d'État du Mississippi (MSU) ou encore l'université d'État de Jackson (JSU),. MSU est proche de son domicile mais le style de jeu basé sur la course ne lui convient pas, de même que JSU pour laquelle son frère Tom a joué. Il choisit finalement l'université d'État de la Vallée du Mississippi (MVSU), à Itta Bena, bien qu'elle soit moins réputée. Pour Rice, le choix de cette université est lié au jeu très offensif pratiqué par l'entraîneur de l'équipe de football américain des Delta Devils Archie « Gunslinger » Cooley et parce que c'est la seule université qui envoie quelqu'un en personne pour le superviser,. Parmi les grands joueurs ayant fréquenté cette université traditionnellement noire se trouve notamment le defensive end Deacon Jones.

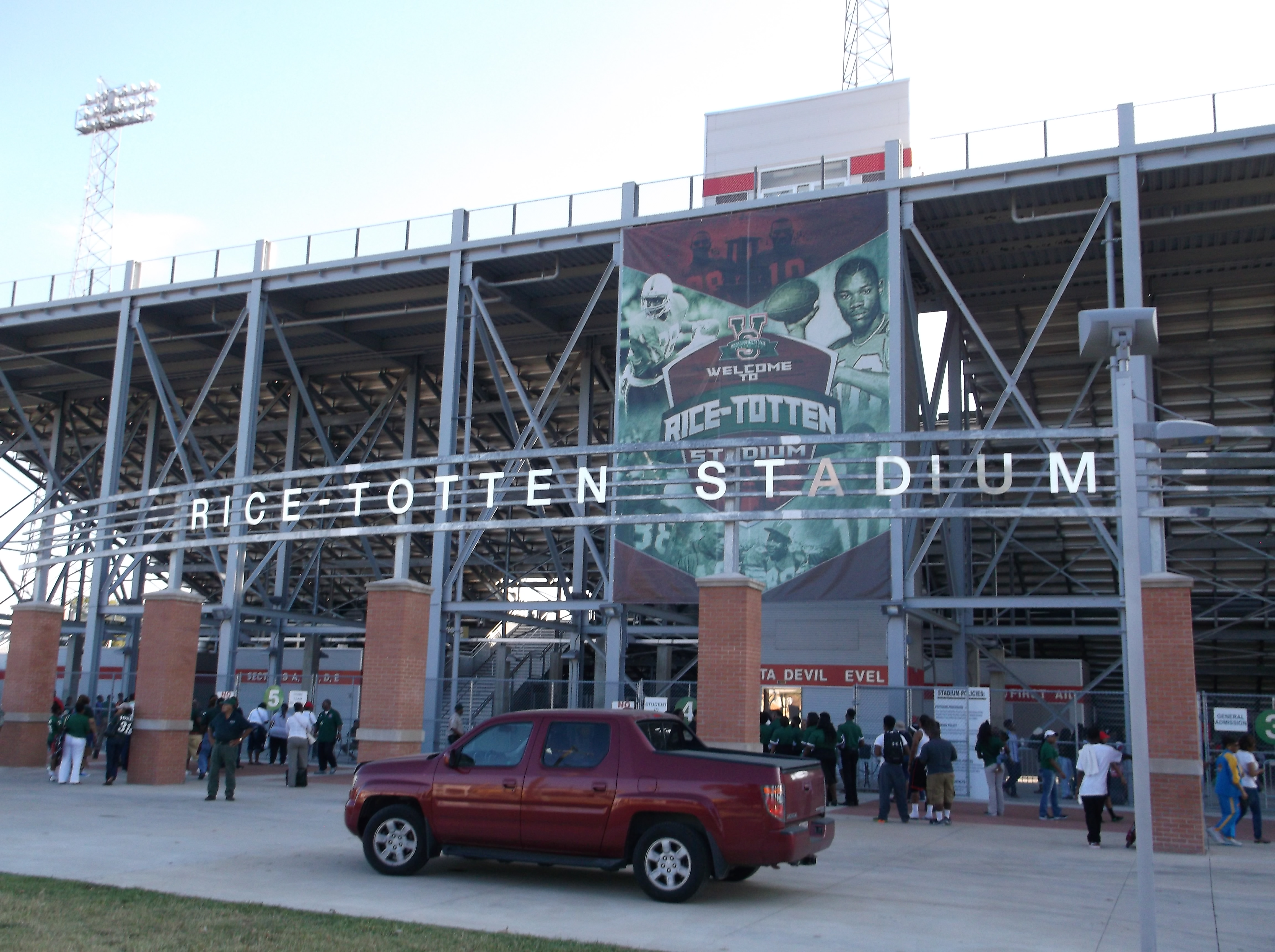
Le des Delta Devils de Mississippi Valley State (2015).

Rice devient au fur et à mesure un wide receiver hors normes : bien que ses statistiques durant sa carrière universitaire soient rares, il réalise 30 réceptions et deux touchdowns la première année avant de réussir comme étudiant en deuxième année — sophomore — en 1982 : 66 réceptions pour 1 133 yards et sept touchdowns. C'est sa première saison associé au quarterback Willie « Satellite » Totten. Ensemble, Totten et Rice deviennent connus comme The Satellite Express, parce que la balle est comme « en orbite »,.
Rice réalise une saison impressionnante en 1983, établissant les records de la National Collegiate Athletic Association (NCAA) pour les réceptions (102) et les yards (1 450) et est logiquement nommé dans la première équipe All-America (en) de la Division I-AA. Il établit également un record NCAA du nombre de réceptions en un seul match en attrapant 24 fois le ballon contre les Jaguars de la Southern University. Il acquiert un nouveau surnom, World (« monde »), parce « qu'il attrape tout ce qu'on lui envoie ». Deux defensive backs adverses se retrouvent parfois chargés de couvrir Rice pour limiter sa réussite. Jerry Rice commence à croire en ses chances de devenir professionnel mais il garde en mémoire l'échec de son frère Tom.
Après des tests, l'entraîneur Cooley demande au quarterback Totten d'appeler tous les jeux sur la ligne d'engagement sans perdre de temps dans le regroupement de l'équipe. Le résultat est un nombre encore accru de tentatives offensives. Comme senior en 1984, Rice bat ses propres records de Division I-AA pour les réceptions (112) et les yards (1 845). Ses 28 touchdowns sur réception dans cette saison 1984 le placent en tête de la NCAA toutes divisions confondues. La saison 1984 est aussi mémorable pour MVSU car les Delta Devils attirent l'attention nationale, marquant une moyenne de 58 points par match. Rice réceptionne notamment 15 passes pour 285 yards contre les Tigers de l'université d'État de Jackson, permettant pour la première fois à MVSU de les battre depuis 1954. Rice marque deux fois 5 touchdowns en un match cette année-là .
Il termine sa carrière universitaire avec 301 passes pour 4 693 yards et 50 touchdowns, soit le record NCAA pour le total de touchdowns par réception. Ce record tient jusqu'en 2006 lorsque David Ball (en) des Wildcats du New Hampshire marque un 51e touchdown. En tout, Rice établit 18 records de Division I-AA,. Il est nommé dans chaque équipe All-American (y compris l'équipe désignée Associated Press) et termine 9e dans le scrutin du trophée Heisman en 1984,, remporté par Doug Flutie. Dans le match de gala Blue-Gray, il obtient les honneurs de meilleur joueur du match. La même année, il participe aussi au match des étoiles du Freedom Bowl. Il est approché par plusieurs agents de joueurs et s'engage auprès d'Eric Glenn, un agent afro-américain qui a également Willie Gault dans son portefeuille.
Côté études, Rice fait partie de la fraternité Phi Beta Sigma (ΦΒΣ), et rencontre sa future femme Jacqueline Bernice « Jackie » Mitchell durant ses études. S'il étudie à la MVSU de 1981 à 1984, il n'est diplômé qu'en 2001 d'éducation physique à la suite de cours par correspondance.

### Draft
La saison universitaire record de Jerry Rice attire l'attention de nombreux recruteurs de la National Football League (NFL) bien qu'il évolue dans une université peu réputée,. Le joueur fait son possible pour se faire remarquer en leur présence, néanmoins sa vitesse — seulement 4,692 s sur 40 yards — entraîne du scepticisme sur sa réussite en NFL,, scepticisme qui est moins présent dans les franchises des Cowboys de Dallas et des 49ers de San Francisco. Plusieurs équipes comme les Cowboys, les Packers de Green Bay, les Chargers de San Diego et les Colts d'Indianapolis gardent cependant contact avec lui avant la draft NFL. Jerry Rice pense jusqu'au jour même de la draft qu'il ne sera probablement pas sélectionné au premier tour malgré un échange positif avec l'entraîneur des 49ers Bill Walsh. Il n'organise pas de fête et préfère regarder l'événement à la télévision chez son frère Tom, devenu entraîneur de football dans une école. Il n'a pas de préférence pour une franchise et est prêt à aller n'importe où tant qu'il est choisi.
Lors du premier tour de la draft 1985 de la NFL, Dallas possède le 17e choix et San Francisco le dernier (28e) en tant que vainqueur du dernier Super Bowl XIX. L'entraîneur des 49ers Bill Walsh est impressionné par des vidéos de Jerry Rice qu'il compare à l'ancien wide receiver John Jefferson (en) et pense qu'il a le potentiel pour l'intégrer à sa West Coast Offense. Cependant, les recruteurs de la franchises estiment qu'il n'a pas le niveau et Walsh garde donc également un œil sur un autre prospect au poste de wide receiver, Eddie Brown (en). Walsh ne parvient pas à réaliser une transaction avec les Bengals de Cincinnati qui possèdent le 13e choix et ces derniers sélectionnent Eddie Brown. Pour autant, le 30 avril 1985, Walsh parvient à échanger le jour même de la draft, leurs trois choix des trois premiers tours contre ceux du premier — le 16e choix — et troisième tours des Patriots de la Nouvelle-Angleterre,,. Cela lui permet de sélectionner Jerry Rice avant les Cowboys de Dallas, qui avaient l'intention de le prendre. Les Cowboys se replient donc sur le defensive end Kevin Brooks (en). Le choix de Rice ne fait, à l'époque, pas l'unanimité dans les médias et les supporters de l'équipe.
Cette astuce de Walsh et le retour sur investissement qui suit loin du doute de l'époque, fait de la sélection de Rice un choix de draft mémorable et l'un des meilleurs choix de la franchise,. Il n'est cependant pas le premier wide receiver choisi, car, sans oublier Eddie Brown à la 13e place, Al Toon (en) est également sélectionné 10e par les Jets de New York. Avec sa sélection précoce, Rice devient le seul joueur de l'histoire de l'université d'État de la Vallée du Mississippi qui est sélectionné au premier tour d'une draft NFL. Pour Rice, sa sélection et le contrat qui suit signifient également la réussite professionnelle que son père et son frère n'ont pas eu et la possibilité d'aider sa famille : avec son premier chèque, il commence à faire construire une nouvelle maison à ses parents à Starkville. Son père ne regarde pas la draft car il travaille à ses constructions mais sa mère s'est arrangée quelques jours plus tôt pour voir la « consécration » de son fils en direct.
Rice est également choisi, cette fois-ci en 1re place, lors de la draft de l'United States Football League (USFL) par les Stallions de Birmingham, mais il conserve sa préférence pour la National Football League (NFL) plus réputée et les 49ers de San Francisco.

### Carrière professionnelle

#### 49ers de San Francisco (1985–2000)

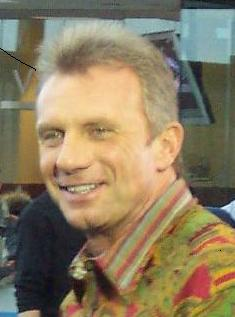
Le quarterback Joe Montana (2006).

Chez les 49ers de San Francisco, Jerry Rice choisi le no 80 au lieu du no 88 qu'il portait à l'université. Il intègre une équipe compétitive qui a remporté deux des quatre derniers superbowls. Il découvre aussi la métropole californienne, les voyages en avion, la pression médiatique et le professionnalisme de la franchise, loin de ce qu'il connaissait au Mississippi. Rice est notamment associé au quarterback Joe Montana, puis quelques saisons plus tard avec Steve Young, ces derniers intégrant plus tard le Pro Football Hall of Fame, et son association avec le second est considérée comme l'un des meilleurs duos quarterbakck/wide receiver des années 1990 dans la NFL.
Il rencontre des difficultés, avec onze pertes de balles sur ses onze premiers matchs. Mais Butterfingers, comme il est rapidement surnommé, cherche à montrer qu'il n'est pas un mauvais pari de Walsh et que la prise de balle est son point fort. Il se reprend et termine avec un bilan honorable pour sa première saison professionnelle en 1985, en particulier après un match à 10 réceptions pour 241 yards contre les Rams de Los Angeles. Pour cette première saison, il enregistre 49 réceptions pour 927 yards soit une moyenne de 18,9 yards par réception, et est nommé recrue offensive de l'année en National Football Conference (NFC), le trophée de recrue de l'année en NFL étant lui remporté par Eddie Brown (en) des Bengals de Cincinnati. À l'époque, il reçoit le sobriquet de Fifi pour sa coiffure originale, avant de se faire surnommé Flash 80 d'après sa plaque d'immatriculation. Cette première saison est également difficile sur le plan personnel car Jackie poursuivant ses études dans le Mississippi, il se sent seul,. À cela s'ajoute des problèmes financiers à la suite d'une escroquerie mais ceux-ci sont résolus par son nouvel agent de joueurs  Jim Steiner et par l'intermédiaire de son équipier Roger Craig.
La saison suivante, il attrape 86 passes pour 1 570 yards et 15 touchdowns, soit le plus grand nombre de la saison. À l'époque, 1 570 yards est historiquement la troisième meilleure marque pour un wide receiver. Il s'agit alors de la première des six saisons au cours desquelles Rice domine la NFL dans les yards et les touchdowns sur réceptions, ainsi que sa première des onze saisons consécutives où il gagne plus de 1 000 yards. Il fait alors partie d'un impressionnant trio offensif Montana-Craig-Rice.
En 1987, il est nommé meilleur joueur de l'année en NFL par la Newspaper Enterprise Association (NEA) et la Pro Football Writers Association (en) (PFWA), ainsi que Joueur offensif de l'année par Associated Press (AP). Bien que jouant seulement 12 matchs à cause d'une grève des joueurs NFL, il réussit à gagner 1 078 yards sur des réceptions et établit un record NFL de 22 touchdowns sur des réceptions qui tient jusqu'en 2007 quand Randy Moss réussit 23 touchdowns en seize matchs. En 1987, le principal adversaire de Rice en nombre de touchdowns sur réceptions est Mike Quick (en) des Eagles de Philadelphie avec 11 unités. C'est la première fois, depuis la fusion de la National Football League (NFL) et de l'American Football League (AFL) en 1970 qu'un premier d'une catégorie statistiques double le total de son concurrent le plus proche.

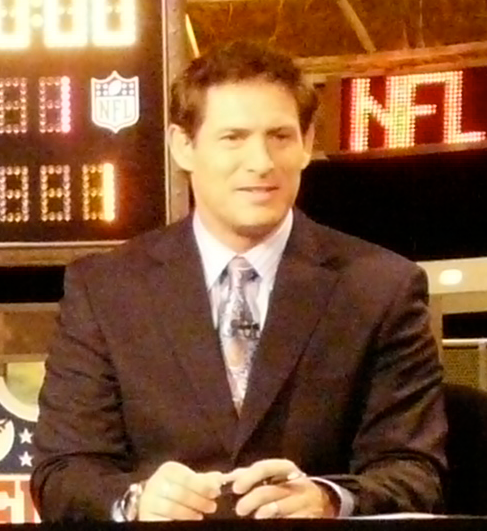
Le quarterback Steve Young (2009).

En 1988, Rice obtient 20,4 yards de moyenne par réception avec 64 passes captées pour 1 306 yards, ainsi que neuf touchdowns. Cette moyenne est la meilleure de sa carrière. Les 49ers remportent de nouveau la division NFC West avec un bilan de 10 victoires pour 6 défaites. En playoffs, il contribue à la victoire 28 à 3 sur les Bears de Chicago, enregistrant 5 passes pour 123 yards et deux touchdowns. Mais sa performance lors du Super Bowl XXIII est encore meilleure : il attrape 11 passes pour 215 yards et un touchdown tout en courant 5 yards, aidant les 49ers à remporter une courte victoire 20 à 16 sur les Bengals de Cincinnati. Ses réceptions et ses yards gagnés après réceptions sont des records du Super Bowl. Pour sa performance, il devient le 3e wide receiver à gagner les honneurs d'être élu meilleur joueur du Super Bowl.
En 1989, San Francisco parvient de nouveau à disputer un Super Bowl, aidé par les 82 réceptions de Rice pour 1 483 yards et 17 touchdowns au cours de la saison, et ses 12 passes pour 169 yards et deux touchdowns dans leurs deux matchs des playoffs. Jerry Rice participe au Super Bowl XXIV contre les Broncos de Denver et il est une fois encore un des facteurs importants avec 7 réceptions pour 148 yards et un record de 3 touchdowns sur des réceptions lors d'un Super Bowl. La victoire de San Francisco est historique car, remporté 55 à 10 : les 49ers établissent un record de points marqués et de différence de points avec les Broncos dans ce Super Bowl.
Rice connaît une autre saison superbe en 1990, dominant la NFL en termes de réceptions (100), yards gagnés (1 502) et touchdowns sur des réceptions (13). Cette saison marque sa première des quatre années où il attrape plus de 100 passes. Dans un match contre les Falcons d'Atlanta, Rice réussit 5 touchdowns, un record. San Francisco termine l'année avec un bilan de 14 victoires pour 2 défaites, le meilleur bilan NFL, mais ne parvient pas à réussir à la « passe de trois » au Super Bowl, perdant contre les Giants de New York 15 à 13.
Après des saisons de 80 réceptions pour 1 206 yards et 14 touchdowns en 1991, 84 réceptions pour 1 201 yards et 10 touchdowns en 1992, et 98 réceptions pour 1 503 yards et 15 touchdowns en 1993, Rice revient au Super Bowl avec les 49ers lors de la saison 1994 de la NFL, enregistrant 112 réceptions, son record annuel en carrière, pour 1 499 yards et 13 touchdowns. Durant la première partie de la saison, contre les Raiders de Los Angeles, il attrape 7 passes pour 169 yards et deux touchdowns, ainsi qu'un de plus à la course. Il établit alors un nouveau record NFL avec 127 touchdowns en carrière. Bien qu'il ne capte que 6 passes en deux matchs lors des playoffs avec San Francisco cette année-là, il s'avère être un élément essentiel de la victoire lors du Super Bowl XXIX sur les Chargers de San Diego (49 à 26), enregistrant 10 réceptions pour 149 yards et trois touchdowns, malgré une blessure à l'épaule une grande partie de la saison.

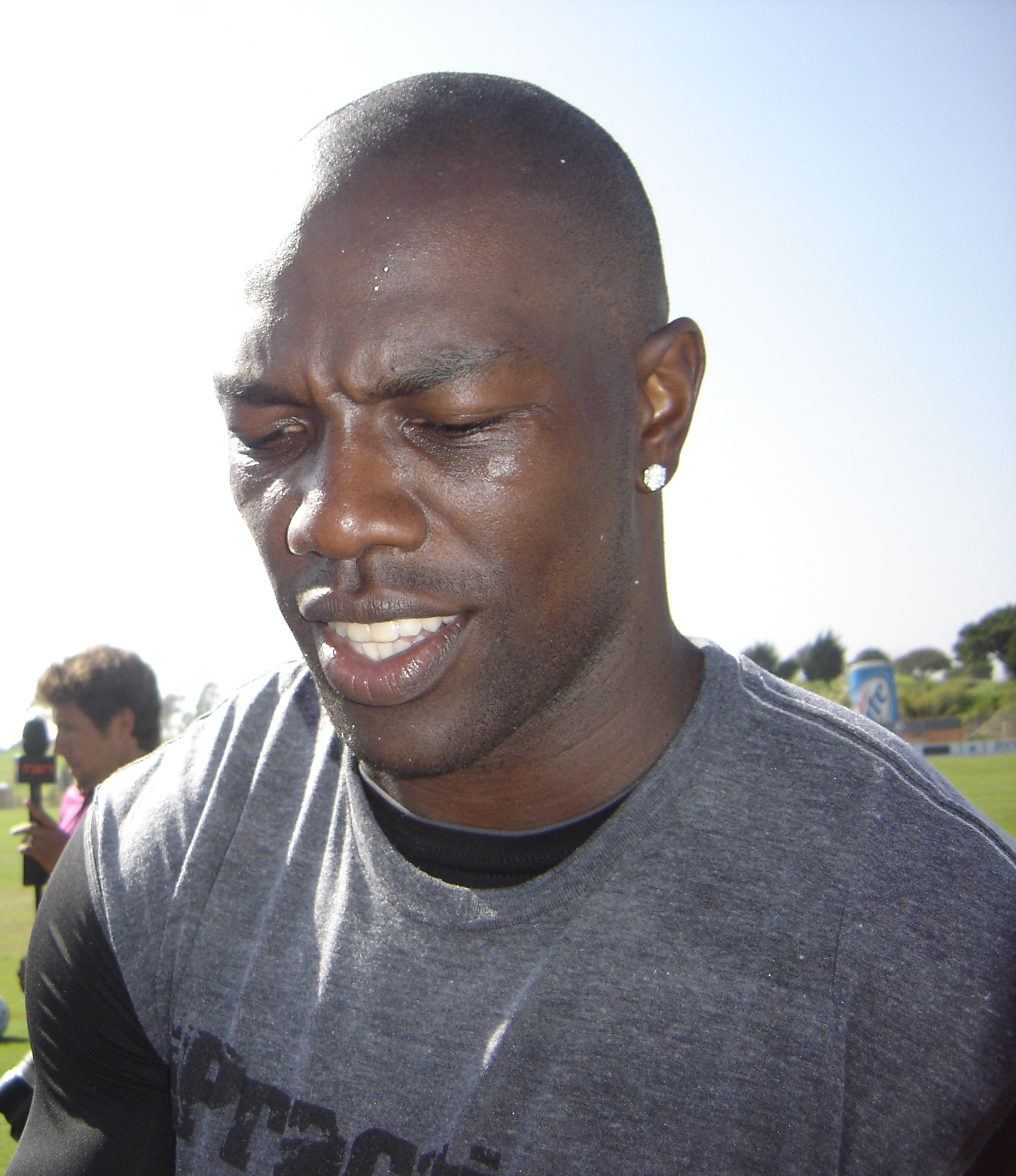
Le wide receiver Terrell Owens (2008).

En 1995, Rice établit un autre record NFL en carrière avec 122 réceptions pour 1 848 yards et 15 touchdowns. Toutefois, les 49ers perdent dans les playoffs face aux Packers de Green Bay, en dépit de la performance de 11 réceptions et 117 yards de Rice. L'année suivante, il enregistre 108 réceptions pour 1 254 yards et huit touchdowns. San Francisco perd une fois de plus face aux Packers de Green Bay en playoffs. Dans ses trois saisons entre 1994 et 1996, Rice accumule 342 réceptions pour 4 601 yards et 36 touchdowns. Les 49ers de San Francisco sont cependant depuis plusieurs saisons une équipe en pleine mutation avec le départ de cadres importants comme le running back Roger Craig en 1990, le defensive back Ronnie Lott en 1991 et le quarterback Joe Montana en 1993, ce dernier laissant donc la place à son rival Steve Young. L'entraîneur Bill Walsh était lui déjà parti en 1988 et avait été remplacé par George Seifert.
Au cours du match d'ouverture de la saison 1997 de la NFL, Rice se blesse pour quatorze semaines aux ligaments du genou sur une faute grossière du defensive tackle Warren Sapp des Buccaneers de Tampa Bay. La blessure brise la série de Rice de 189 matchs joués de manière consécutive. Le coup est rude pour le sportif, d'autant que sa blessure se cumule avec des problèmes de santé de sa femme qui reste un mois dans le coma à la suite de complications à la naissance de leur troisième enfant. Annoncé absent pour toute la saison, il parvient à revenir avant la fin de celle-ci. Pressé de revenir, lors de son retour sur les terrains, il marque un touchdown mais se blesse à la rotule sur le tacle qui suit,. Il rate le Pro Bowl pour la première fois en onze années. Cependant, après un rétablissement complet, il revient et enregistre 82 réceptions pour 1 157 yards et neuf touchdowns en saison 1998 de la NFL et il est nommé pour son 12e Pro Bowl.
Lors de la saison 1999 de la NFL, pour la première fois, Rice ne réussit pas à atteindre 1 000 yards sur des réceptions depuis 1985 tout en jouant les 16 matchs de la saison régulière. La même chose se produit lors de la saison 2000 de la NFL, année de sa dernière saison à San Francisco.

#### Raiders d'Oakland (2001–2004)

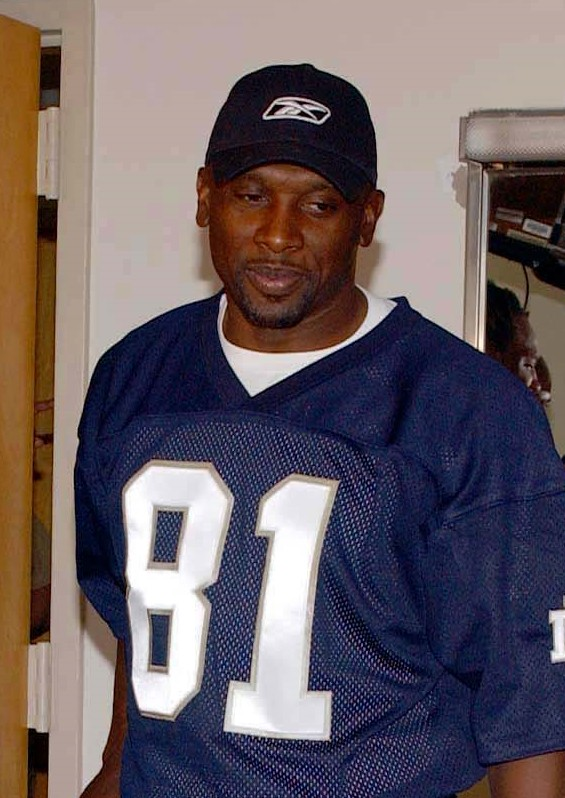
Le wide receiver Tim Brown (2005).

Avec l'émergence de Terrell Owens à San Francisco et en raison du désir de la franchise de reconstruire l'équipe et de réguler la masse salariale face au plafond de la LNH, Rice quitte avec regrets les 49ers de San Francisco qui lui offre cependant un bonus d'un million de dollars pour prendre sa retraite sportive. Au lieu de cela, il signe avec les Raiders d'Oakland — également basés dans la région de la baie de San Francisco — à l'issue de la saison 2000 de la NFL. Il rejoint une équipe qui vient de connaître une défaite en finale des playoffs de l'American Football Conference (AFC) et qui cherche un remplaçant à Andre Rison. Avec l'autre principal wide receiver, Tim Brown, ils forment alors l'un des duos les plus âgés à ce poste à 40 et 36 ans.
L'association avec le quarterback Rich Gannon est réussie : Rice attrape 83 passes pour 1 139 yards et neuf touchdowns lors de la 2001. En 2002, il fait encore mieux, en attrapant 92 passes pour 1 211 yards et sept touchdowns. Il est nommé à son 13e Pro Bowl et aide Oakland à remporter le championnat de l'AFC et donc jouer le Super Bowl XXXVII. Son équipe perd cette finale controversée 48 à 21 face aux Buccaneers de Tampa Bay, Rice réussissant 5 réceptions pour 77 yards et un touchdown. Il devient avec Bill Romanowski et Gene Upshaw, l'un des trois joueurs à disputer trois Super Bowls sur trois décennies et sa réception de 48 yards au quatrième quart-temps fait de lui le premier joueur à attraper une passe menant à un touchdown dans quatre Super Bowls. Cela ne réconforte pas Rice qui perd là sa première finale.
Le 11 novembre 2002 contre les Broncos de Denver, Rice marque son 200e touchdown en carrière et dépasse Walter Payton comme joueur ayant gagné le plus de yards dans l'histoire de la NFL. Cependant, Oakland passe de 11 victoires pour 5 défaites en 2002 à 4 victoires pour 12 défaites en 2003, conduisant à la frustration de Rice au sujet de son rôle dans l'équipe ce qui l'incite à demander un transfert dans une autre équipe.

#### Seahawks de Seattle (2004)
Jerry Rice est échangé aux Seahawks de Seattle après six matchs de la saison 2004 de la NFL contre un choix de 7e tour pour la draft suivante. À 42 ans, il est engagé pour la fin de saison et retrouve l'entraîneur Mike Holmgren avec lequel il avait déjà travaillé à San Francisco quand ce dernier était coordinateur offensif,. Après discussion avec l'ancien joueur Steve Largent, Rice est autorisé à porter exceptionnellement le no 80 de Largent, qui est alors un « maillot retiré ». Largent est d'ailleurs une des idoles de Rice pendant ses premières années professionnelles : il conservait une image de lui découpée sur une boîte de céréales Wheaties dans le casier de son vestiaire.
Dans un match contre les Cowboys de Dallas, Rice établit le record NFL en carrière pour les yards gagnés sur réceptions en carrière après une passe de Matt Hasselbeck de 27 yards amenant à un touchdown. Il termine le match avec 8 passes pour 145 yards et un touchdown. Rice joue son dernier match professionnel pour Seattle, en playoffs, face aux Rams de Saint-Louis. Il est alors le wide receiver le plus prolifique en activité malgré cette saison en demi-teinte.

#### Broncos de Denver (2005) et retraite sportive
À la fin de la saison 2004 — sa 20e en NFL —, à 42 ans, Jerry Rice choisit de rejoindre les Broncos de Denver pour un contrat d'une année. Il connaît l'entraîneur des Broncos, Mike Shanahan, puisqu'il était auparavant coordinateur offensif des 49ers de San Francisco.
Rice choisit le no 19 au lieu du no 80 puisqu'il est porté par Rod Smith depuis 1995,. Ce choix du no 19 est un clin d'œil à son ancien coéquipier des 49ers de San Francisco, Joe Montana, qui avait pris ce numéro lors de son départ pour les Chiefs de Kansas City en 1993. Néanmoins, avant de participer à un seul match officiel, il décide de prendre retraite sportive plutôt que d'être un remplaçant peu utilisé,.

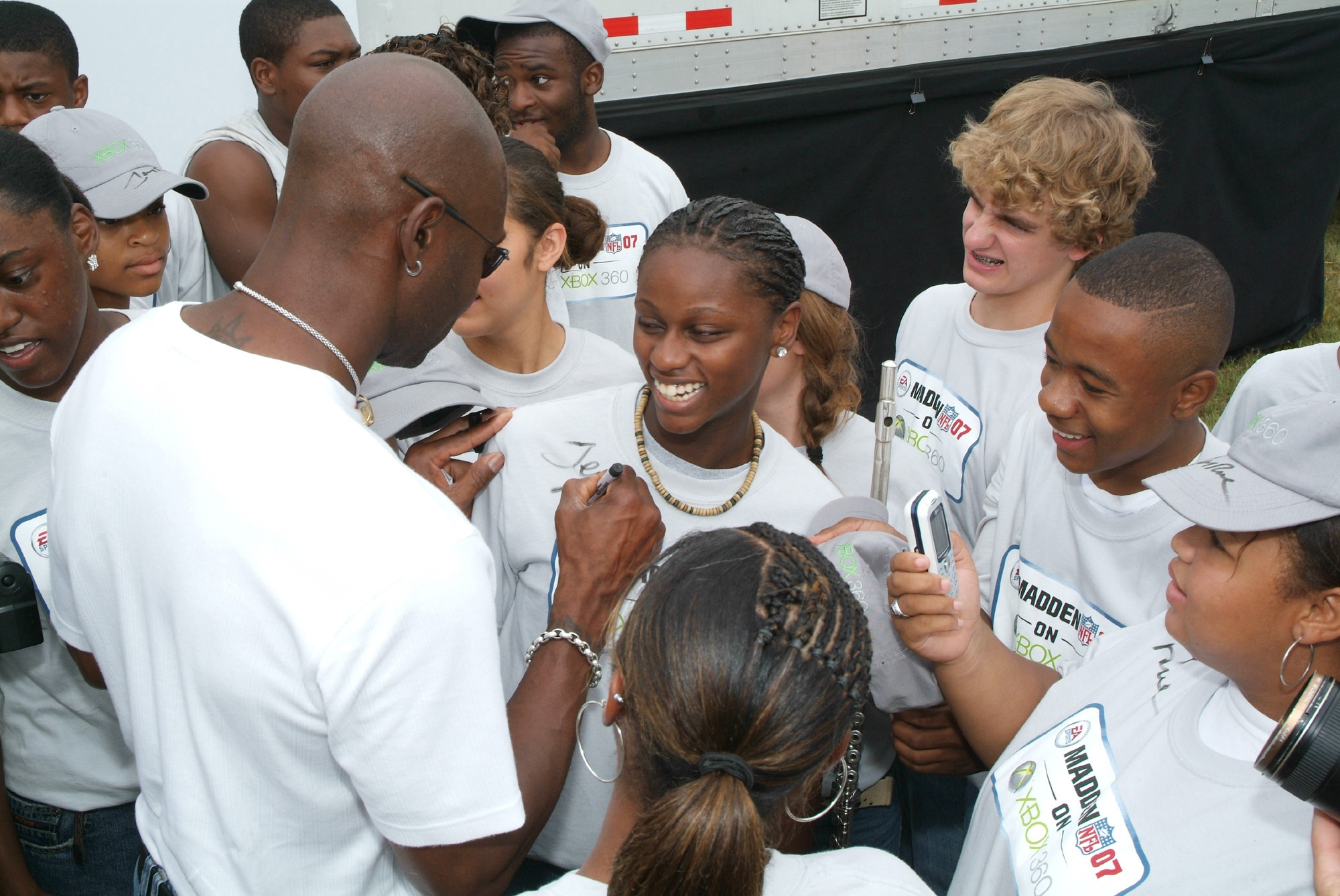
Jerry Rice signant des autographes pour la sortie de Madden NFL 07 (2006).

Le 19 août 2006, les 49ers de San Francisco annoncent que Rice signe un court contrat avec eux, ce qui lui permet de prendre sa retraite en tant que membre de l'équipe où sa carrière a commencé. Le 24 août, il prend alors officiellement sa retraite comme membre des 49ers, signant un contrat d'un jour pour 1 985 806,49 dollars. Ce montant qui représente l'année de draft (1985), le numéro (80), l'année où il a pris sa retraite (2006) et l'équipe des 49ers (49) est purement symbolique et n'est jamais perçu par Rice. Une cérémonie à la mi-temps du match des 49ers contre les Seahawks le 19 novembre 2006 lui rend hommage.
Après sa retraite sportive, il est notamment analyste NFL pour ESPN entre 2011 et 2013.

### Vie privée
Jerry Rice rencontre Jacqueline Bernice « Jackie » Mitchell durant ses études à l'université d'État de la Vallée du Mississippi. Elle réside à Greenville et est lycéenne lors de leur rencontre. Comme elle est plus jeune que lui, Rice ment un temps à sa belle-famille sur son âge. Lors de son départ à San Francisco, elle poursuit ses études dans le Mississippi et ils n'emménagent ensemble que plus tard, en 1986, pour qu'elle embrasse une carrière de mannequin chez Elite. Sa belle-famille ne prendra connaissance de sa notoriété qu'à la suite du draft où son âge est précisé dans les médias.
Rice épouse Jackie le 8 septembre 1987. Ils deviennent parents de trois enfants : Jaqui Bonet née le 7 juin 1987, Jerry Rice, Jr né le 27 juillet 1991 et Jada Symone née le 16 mai 1996. La famille Rice, bien que résidant en Californie, fait de nombreux voyages dans le Mississippi pour garder le contact avec les parents, frères et cousins et pour montrer aux enfants d'où Jerry et Jackie viennent. Le couple se sépare en 2007 avant de divorcer en décembre 2009. Des rumeurs sous-entendent que l'infidélité seraient à l'origine des difficultés du couple.
Jaqui Bonet est chanteuse. Sous le pseudonyme « Qui », elle a sorti son premier single Rev It Up featuring David Banner en 2008. Jerry Rice, Jr a lui embrassé une carrière de footballeur professionnel comme son père. Après avoir étudié à l'université du Nevada à Las Vegas, il n'est pas drafté lors de la draft 2014 de la NFL, il participe à plusieurs entraînements avec les 49ers de San Francisco — l'ancien club de son père — mais signe finalement aux Redskins de Washington. Sa plus grande difficulté sera de se faire « son propre nom » puisqu'il sera régulièrement jugé par rapport à son père.
Jordan Matthews, également footballeur professionnel, est de la famille de Jerry Rice, la mère de Matthews étant la cousine germaine de Rice.
Jerry Rice résidait avant son divorce à Atherton, une ville aisée de la région de la baie de San Francisco, où est également né son fils.
Dans une de ses autobiographies, Rice explique qu'il n'a jamais cherché à profiter de sa notoriété pour avoir des passe-droits et qu'il a toujours cherché à garder la tête froide,.

## Style de jeu
Jerry Rice n'est ni le plus rapide ni le plus physique des wide receivers,,. Il ne peut donc pas utiliser sa vitesse de course pour surclasser ses défenseurs. En revanche, il est doté d'une habileté exceptionnelle qui lui permet de distancer même des défenseurs plus rapide et de réussir des réceptions difficiles. Par ailleurs, il suit avec précision les stratégies offensives, et, en parvenant à s'isoler de la défense et en facilitant le travail du quarterback, sait gagner beaucoup de yards après réception. Dennis Green dit de lui qu'il est « le meilleur [suiveur de route stratégique] que j'ai jamais vu ». Sa science dans ce domaine l'amène à travailler après sa retraite sportive avec des joueurs plus jeunes comme DeSean Jackson et plus généralement d'être un exemple et modèle à suivre pour de nombreux athlètes.
Il apporte un soin important à son apparence et, outre sa coiffure, il est connu pour assortir ses gants de receveur à son uniforme.
Discret et sérieux dans les vestiaires malgré son statut, il est réputé pour son professionnalisme, son éthique de travail,, son dévouement dans les matchs, son obsession de la perfection sa peur de l'échec,, et de décevoir son père. Cela se traduit par des entraînement très rigoureux. Il n'hésite donc pas à venir plus tôt que ses coéquipiers pour s'entraîner seul avant l'entraînement collectif. Cette éthique professionnelle est également perceptible pour The Hill,, un parcours long de 2,5 miles montant une colline située dans l'Edgewood County Park (en) du comté de San Mateo, que Rice effectue quasiment chaque jour pour améliorer ses capacités, sa condition et son endurance,,. Cela est notamment repris dans un reportage de la NFL dans lequel il indique qu'il parcours cette distance en moins de seize minutes. Le fait qu'il s'entraîne dès le lendemain d'une victoire au Super Bowl — une consécration pour un sportif en NFL — au lieu de se reposer, fait partie des anecdotes sur son professionnalisme. Son travail paye : durant ses vingt saisons en NFL et ses 303 matchs, Rice ne manque que dix matchs de saison régulière, sept d'entre eux dans la saison 1997 de la NFL pour des blessures et les trois autres lors de la saison 1987 de la NFL à cause d'une grève des joueurs.

« Aujourd'hui je vais faire ce que les autres ne font pas, afin que demain je puisse réussir ce que les autres ne peuvent pas faire. »

— Jerry Rice

## Influences, ententes et rivalités
Jerry Rice conserve beaucoup de respect pour l'entraîneur Bill « Genius » Walsh des 49ers de San Francisco dont il dit qu'il est « comme un père », et le « meilleur entraîneur qu'il ait connu ». Il est également proche du running back Roger Craig qui, comme lui vient du Mississippi et est l'un des vétérans qui l'aide le plus à ses débuts. C'est également Craig qui le met en relation avec l'agent de joueurs Jim Steiner.
Concernant ses associations avec Joe Montana et Steve Young, Rice estime qu'il s'entendait mieux avec le premier, en partie parce qu'il est droitier et non gaucher. Cette différence n'est pas anodine car elle change le sens de rotation du ballon ce qui nécessite d'appréhender la réception différemment et en changeant ses automatismes. Joe Montana explique plus tard que Jerry Rice lui a permis de prolonger sa propre carrière en lui rendant son travail « plus facile ». Pour autant, l'amitié de Rice avec Montana se limite au terrain.

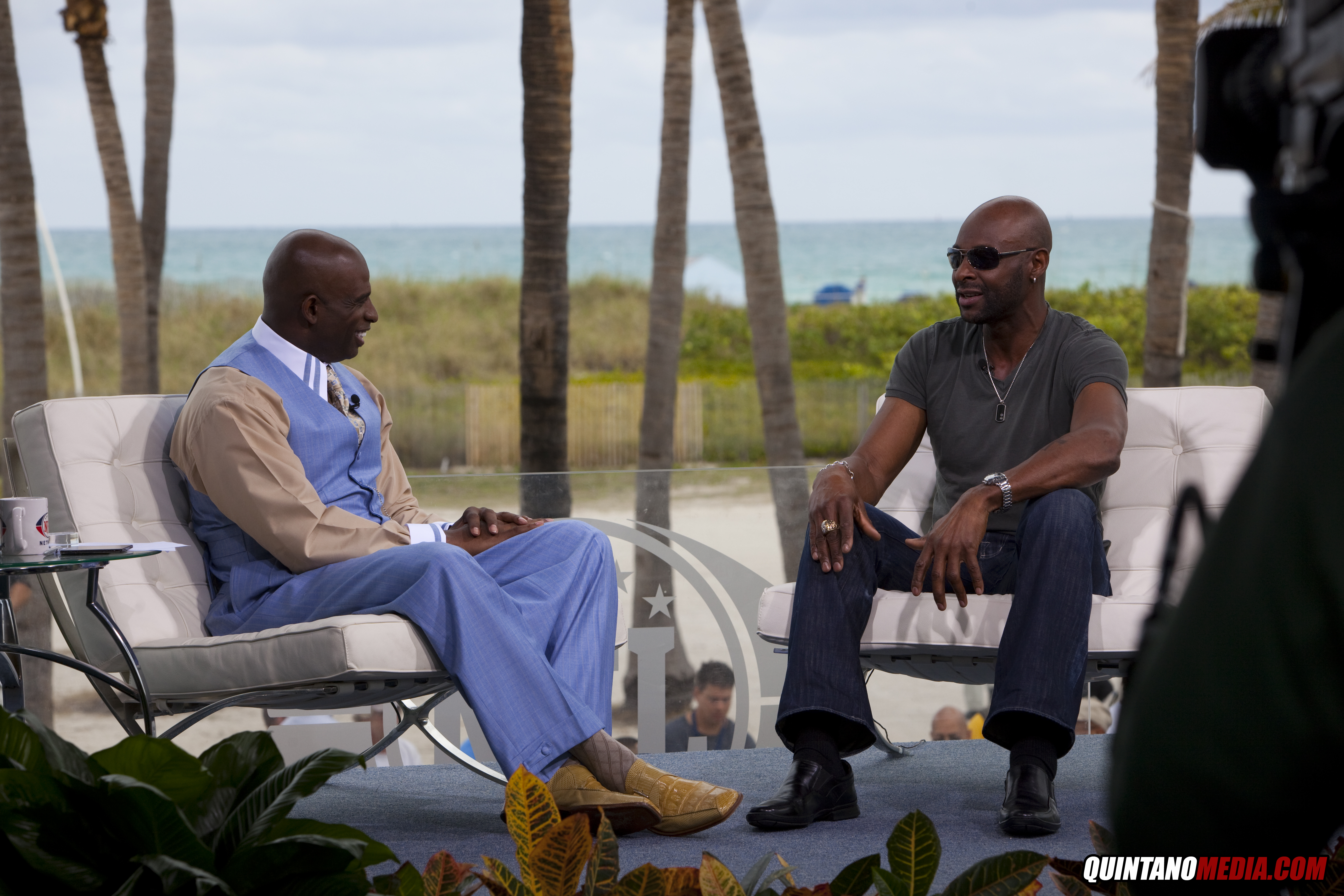
Jerry Rice (droite) aux côtés du cornerback Deion Sanders dans le cadre du Super Bowl XLIV (2010).

La principale rivalité contemporaine de Jerry Rice est celle avec le cornerback Deion Sanders. Sanders, ancien joueur des 49ers de San Francisco lors de la saison 1994 de la NFL où il remporte le trophée de meilleur joueur défensif de l'année (en), est un compétiteur connu pour sa personnalité exubérante. À partir de la saison 1995 de la NFL, il joue pour les Cowboys de Dallas qui sont d'importants rivaux des 49ers (en). Cette rivalité atteint son paroxysme dans les années 1990. Cela explique également pourquoi Jerry Rice fait son possible pour s'assurer d'être meilleur que le principal wide receiver des Cowboys Michael Irvin. Bien plus tard, le wide receiver Randy Moss revendique le titre de meilleur receveur de l'histoire, ce à quoi Jerry Rice répond par la négative. Rice garde quelque temps également une animosité avec Warren Sapp à la suite de sa blessure de 1997, notamment parce que ce dernier n'a même pas pris la peine de s'excuser.
Parmi les joueurs ayant nommés Jerry Rice comme un modèle dans leur jeunesse se trouve Terrell Owens.

## Postérité, palmarès et records
Surnommé le Greatest of All Time (GOAT, « le meilleur de tous les temps »), il est considéré comme le meilleur wide receiver de l'histoire de la National Football League (NFL),,. Jerry Rice a, durant ses vingt saisons en NFL, établi 38 records NFL, la plupart au poste de wide receiver. Le nombre important de records qu'il possède en fait également un record en soi.
Au-delà de son talent, la difficulté pour d'autres athlètes de battre ses records est consécutive à sa longévité et à la consistance de ses vingt saisons. Au cours de sa carrière, il a joué 303 matchs en NFL, soit plus que n'importe quel autre wide receiver de la ligue et même plus que n'importe quel joueur qui ne soit ni kicker ni punter jusqu'à ce que le quarterback Tom Brady le dépasse. Rice est aussi, hors kicker, le joueur ayant joué le plus grand nombre de matchs de playoffs derrière Brady auquel il concède personnellement le statut de GOAT, estimant toutefois qu'il jouait à une époque plus physique,. Au cours de sa carrière, Rice a gagné en moyenne 75,6 yards par match, c'est-à-dire la 7e meilleure moyenne dans l'histoire de la NFL chez les wide receivers. Le fait que Jerry Rice ait été associé à deux quarterbacks parmi les plus importants de leur génération, Joe Montana et Steve Young, est également un élément majeur de ses statistiques.
Néanmoins, tout n'est pas parfait et, en 2015, une controverse a lieu lorsqu'il avoue avoir utilisé du stickum (en), une colle facilitant la captation des ballons interdite dès 1981 en NFL. Selon Rice, tous les joueurs en utilisaient cependant ; ce qu'au moins Cris Carter a réfuté.

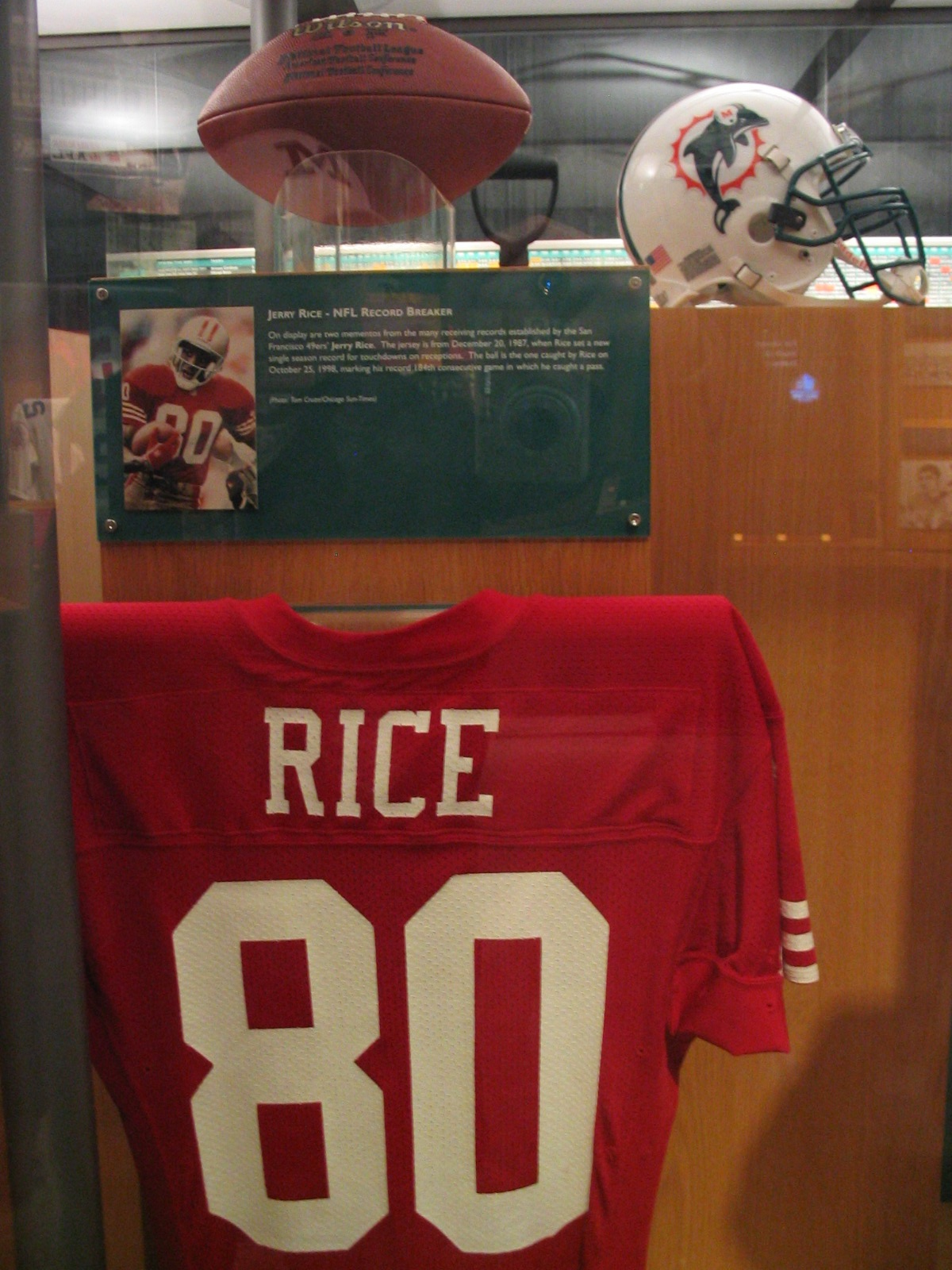
Au musée du Pro Football Hall of Fame, le maillot no 80 de Jerry Rice qu'il portait avec les 49ers de San Francisco.

Jerry Rice est sélectionné à treize Pro Bowl (1986, 1987, 1988, 1989, 1990, 1991, 1992, 1993, 1994, 1995, 1996, 1998 et 2002). Il est aussi dix fois consécutives All-Pro (1986, 1987, 1988, 1989, 1990, 1992, 1993, 1994, 1995 et 1996) : soit le plus grand nombre de fois ex-æquo avec Jim Otto (en). Il a remporté trois Super Bowls (XXIII, XXIV et XXIX) et est désigné meilleur joueur du premier. Il est trois fois champion de la National Football Conference (NFC) en 1988, 1989 et 1994, et une fois de l'American Football Conference (AFC) en 2002. Il est désigné deux fois NFL Offensive Player of the Year Award par Associated Press (AP) en 1987 et 1993. Il a reçu le trophée Bert Bell en 1987.
Jerry Rice est intronisé au Mississippi Sports Hall of Fame en 2007 et au Bay Area Sports Hall of Fame la même année. Il est également intronisé au College Football Hall of Fame le 12 août 2006, puis au Pro Football Hall of Fame en 2010, dès sa première année d'élégibilité. À Canton le 7 août 2010, il intègre ce dernier panthéon aux côtés d'Emmitt Smith, Floyd Little, Russ Grimm (en), Rickey Jackson, Dick LeBeau et John Randle. Le 20 septembre 2010, pendant la mi-temps du match des 49ers de San Francisco contre les Saints de La Nouvelle-Orléans, le no 80 de Jerry Rice est retiré de la franchise californienne, ce qui veut dire, que hormis exception, aucun autre joueur ne peut porter ce numéro dans la franchise dont il est considéré comme l'un des meilleurs choix de draft à son poste.
Il est élu dans les équipes NFL de la décennie 1980 et de la décennie 1990 ainsi que dans l'équipe du 75e anniversaire. Lors du Pro Bowl 2014, il est capitaine d'honneur d'une équipe portant son nom et qu'il choisit et a pour adversaire une équipe dirigée par Deion Sanders. En 1999, il est désigné à la 2e place (après Jim Brown) dans la liste des 100 Greatest Football Players selon Sporting News et en 2010, il est désigné meilleur joueur de la NFL dans le documentaire The Top 100: NFL's Greatest Players.
En 1999, le Magnolia Stadium de l'université d'État de la Vallée du Mississippi est renommé Rice–Totten Stadium (en) en l'honneur de Jerry Rice et Willie Totten,. Une rue de San Francisco porte également son nom.
En 2011, le trophée Jerry Rice (en) est créé pour désigner chaque année le joueur de football américain de première année le plus remarquable du Football Championship Subdivision (anciennement I-AA).
|            | En carrière              | En carrière               | En carrière               | En carrière           | Sur une saison            | Sur une saison                                                 |
| Réceptions | Yards à la réception     | Touchdowns                | Touchdowns à la réception | Yards à la réception  | Touchdowns à la réception |                                                                |
| 1er        | Jerry Rice (1 549)       | Jerry Rice (22 895)       | Jerry Rice (208)          | Jerry Rice (197)      | Calvin Johnson (1 964)    | Randy Moss (23)                                                |
| 2e         | Larry Fitzgerald (1 432) | Larry Fitzgerald (17 492) | Emmitt Smith (175)        | Randy Moss (156)      | Cooper Kupp (1 947)       | Jerry Rice (22)                                                |
| 3e         | Tony Gonzalez (1 325)    | Terrell Owens (15 934)    | LaDainian Tomlinson (162) | Terrell Owens (153)   | Julio Jones (1 871)       | Davante Adams (18) Sterling Sharpe (18) Mark Clayton (en) (18) |
| 4e         | Jason Witten (1 228)     | Randy Moss (15 292)       | Randy Moss (157)          | Cris Carter (130)     | Jerry Rice (1 848)        | Davante Adams (18) Sterling Sharpe (18) Mark Clayton (en) (18) |
| 5e         | Marvin Harrison (1 102)  | Isaac Bruce (15 208)      | Terrell Owens (156)       | Marvin Harrison (128) | Antonio Brown (1 834)     | Davante Adams (18) Sterling Sharpe (18) Mark Clayton (en) (18) |

En italique : les joueurs encore en activité.

## Apparitions médiatiques
Du fait de sa personnalité, Jerry Rice reste essentiellement dans l'ombre des quarterbacks Joe Montana et Steve Young à l'apogée de sa carrière chez les 49ers de San Francisco. Sa retraite sportive et son statut de meilleur receveur de l'histoire lui permettent par la suite de faire des apparitions remarquées dans les médias. Il participe à la saison 2 de l'émission américaine Dancing with the Stars,, où il termine finaliste, l'émission de golf Big Break NFL Puerto Rico, à un épisode de la saison 2 de l'émission américaine Don't Forget the Lyrics! et à un épisode de la saison 1 de Pros vs. Joes (en). Il fait une apparition dans son propre rôle (caméo) dans les séries Les Frères Scott, La Classe, The Game, Leçons sur le mariage et Hawaii 5-0. Il joue également un rôle dans le film Without a Paddle: Nature's Calling (en) (2009).
Il a mis sa notoriété au service de nombreuses marques comme VISA, All Sport (en), Gatorade ou encore Zaxby's (en). Jerry Rice est porte-parole de l'association américaine de chiropratique Foundation for Chiropractic Progress. Il est également sponsorisé par Nike — qui a créé un modèle de chaussures à son nom et nommé l'un des bâtiments du siège de Beaverton Jerry Rice building —, Van Heusen et Flex Belt.
Jerry Rice est engagé dans des fondations et projets caritatifs comme la Jerry Rice 127 Foundation, le 8 to 80 Zones avec Steve Young, March of Dimes, Big Brothers Big Sisters of the Bay Area et l'Omega Boys Club / Street Soldiers.
Avec son chien Nitus, il a un jeu vidéo à son nom : Jerry Rice & Nitus' Dog Football (2011).
Étant grand amateur de golf, il participe au tournoi TPC Stonebrae Championship (en) en avril 2010 grâce à un sponsor.

## Statistiques professionnelles
En gras : plus forte performance en carrière.
| Année  | Équipe   | MJ     |       | Passes réceptionnées | Passes réceptionnées | Passes réceptionnées | Passes réceptionnées |       | Courses | Courses | Courses | Courses |
| Année  | Équipe   | MJ     | Nb.   | Yards                | Moy.                 | TD                   | Nb.                  | Yards | Moy.    | TD      |         |         |
| 1985   | 49ers    | 16     | 49    | 927                  | 18,9                 | 3                    | 6                    | 26    | 4,3     | 1       |         |         |
| 1986   | 49ers    | 16     | 86    | 1 570                | 18,3                 | 15                   | 10                   | 72    | 7,2     | 1       |         |         |
| 1987   | 49ers    | 12     | 65    | 1 078                | 16,6                 | 22                   | 8                    | 51    | 6,4     | 1       |         |         |
| 1988   | 49ers    | 16     | 64    | 1 306                | 20,4                 | 9                    | 13                   | 107   | 8,2     | 1       |         |         |
| 1989   | 49ers    | 16     | 82    | 1 483                | 18,1                 | 17                   | 5                    | 33    | 6,6     | 0       |         |         |
| 1990   | 49ers    | 16     | 100   | 1 502                | 15                   | 13                   | 2                    | 0     | 0       | 0       |         |         |
| 1991   | 49ers    | 16     | 80    | 1 206                | 15,1                 | 14                   | 1                    | 2     | 2       | 0       |         |         |
| 1992   | 49ers    | 16     | 84    | 1 201                | 14,3                 | 10                   | 9                    | 58    | 6,4     | 1       |         |         |
| 1993   | 49ers    | 16     | 98    | 1 503                | 15,3                 | 15                   | 3                    | 69    | 23      | 1       |         |         |
| 1994   | 49ers    | 16     | 112   | 1 499                | 13,4                 | 13                   | 7                    | 93    | 13,3    | 2       |         |         |
| 1995   | 49ers    | 16     | 122   | 1 848                | 15,1                 | 15                   | 5                    | 36    | 7,2     | 1       |         |         |
| 1996   | 49ers    | 16     | 108   | 1 254                | 11,6                 | 8                    | 11                   | 77    | 7       | 1       |         |         |
| 1997   | 49ers    | 2      | 7     | 78                   | 11,1                 | 1                    | 1                    | -10   | -10     | 0       |         |         |
| 1998   | 49ers    | 16     | 82    | 1 157                | 14,1                 | 9                    | 0                    | 0     | 0       | 0       |         |         |
| 1999   | 49ers    | 16     | 67    | 830                  | 12,4                 | 5                    | 2                    | 13    | 6,5     | 0       |         |         |
| 2000   | 49ers    | 16     | 75    | 805                  | 10,7                 | 7                    | 1                    | -2    | -2      | 0       |         |         |
| 2001   | Raiders  | 16     | 83    | 1 139                | 13,7                 | 9                    | 0                    | 0     | 0       | 0       |         |         |
| 2002   | Raiders  | 16     | 92    | 1 211                | 13,2                 | 7                    | 3                    | 20    | 6,7     | 0       |         |         |
| 2003   | Raiders  | 16     | 63    | 869                  | 13,8                 | 2                    | 0                    | 0     | 0       | 0       |         |         |
| 2004   | Raiders  | 6      | 5     | 67                   | 13,4                 | 0                    | 0                    | 0     | 0       | 0       |         |         |
| 2004   | Seahawks | 11     | 25    | 362                  | 14,5                 | 3                    | 0                    | 0     | 0       | 0       |         |         |
| Totaux | Totaux   | Totaux | 1 549 | 22 895               | 14,8                 | 197                  | 87                   | 645   | 7,4     | 10      |         |         |